# Schwepnitz
Schwepnitz (obersorbisch Sepicy) ist eine Gemeinde in der Westlausitz im Norden von Sachsen, etwa 12 Kilometer nordwestlich von der Stadt Kamenz und rund 35 Kilometer nordöstlich von Dresden entfernt. Sie liegt zwischen Königsbrück und Bernsdorf am Wasserstrich. Westlich von Schwepnitz befindet sich die Königsbrücker Heide mit dem ehemaligen Truppenübungsplatz Königsbrück.

## Gemeindegliederung
Die Gemeinde Schwepnitz besteht aus folgenden Ortsteilen:
- Bulleritz (Bólericy), 308 Einwohner
- Cosel (Kózły), 159 Einwohner
- Grüngräbchen (Zelena Hrabowka), 382 Einwohner
- Schwepnitz (Sepicy), 1596 Einwohner
- Zeisholz (Ćisow), 137 Einwohner[2]

## Geschichte

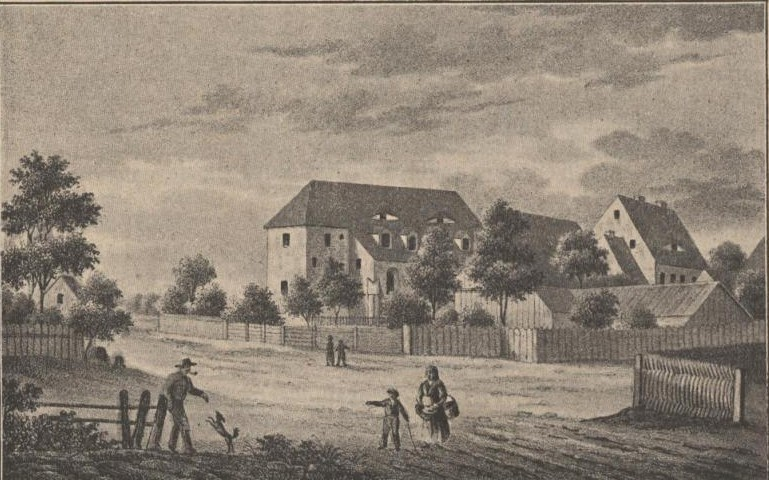
Ansicht um 1830

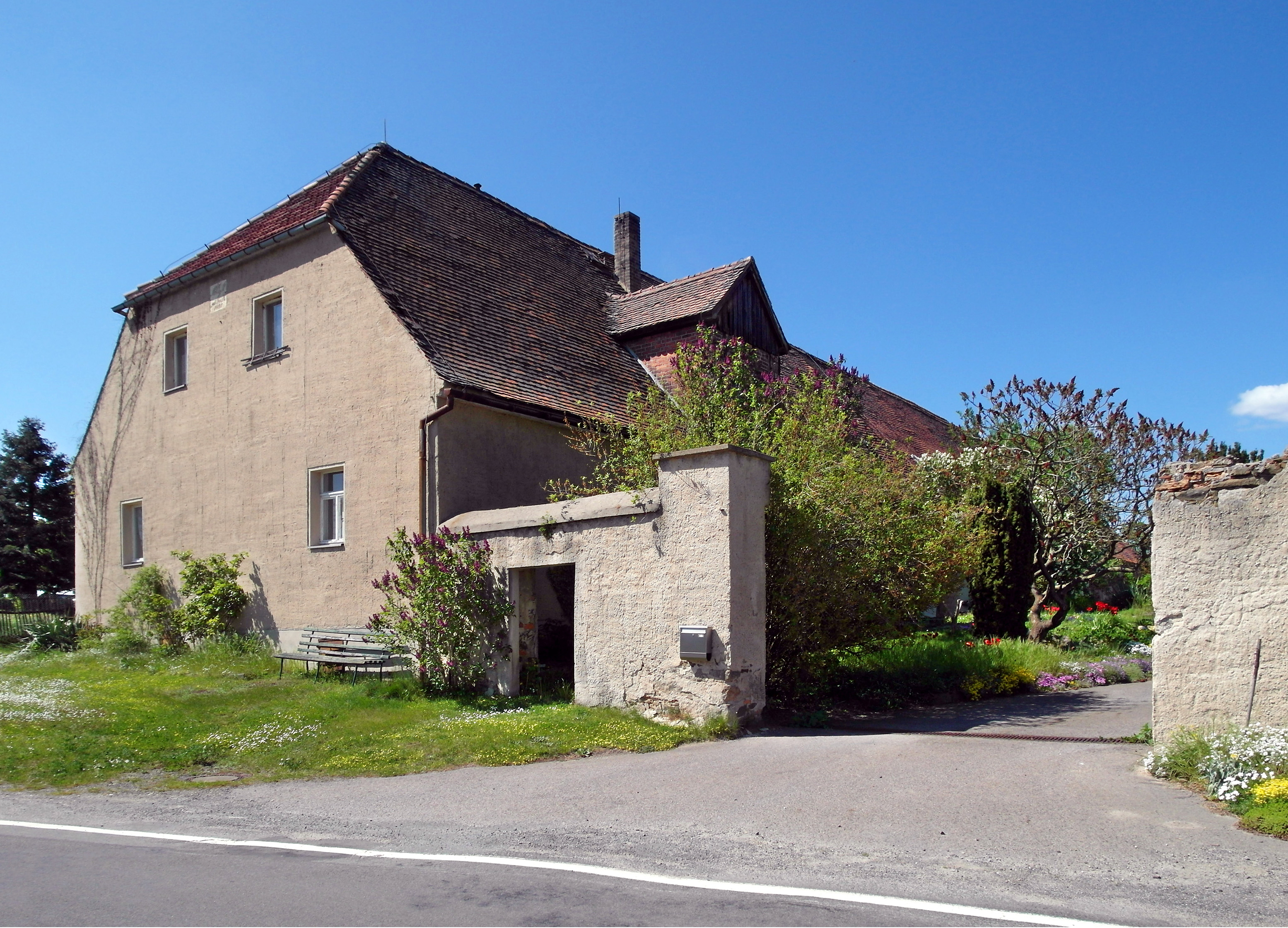
Bulleritz, Herrenhaus des ehem. Ritterguts

Der Ortsname leitet sich vom altsorbischen Svepeťnica (von altsorbisch: svepet „Bienenstock“) für einen Bach ab, der durch einen Wald mit Bienenstöcken fließt, und stammt vermutlich aus der zweiten Besiedlungsperiode durch die Slawen. Der erste schriftliche Nachweis stammt jedoch erst von 1343.
Das abgeschiedene Heidedorf gehörte zunächst zur Herrschaft Kamenz und seit der Mitte des 16. Jahrhunderts zur Standesherrschaft Königsbrück. Bis ins 17. Jahrhundert wurde in Schwepnitz Sorbisch gesprochen und in der dortigen Kirche auch gepredigt, bis Ende des Jahrhunderts war die Sprache jedoch aus dem dortigen Alltag verschwunden.
Seit der Gründung einer Glashütte durch die Bernsdorfer Glasmacherfamilie Klahn im Jahre 1865 entwickelte sich der Ort zu einer Industriegemeinde. Mit der Klosterhütte entstand 1932 eine zweite Glasfabrik. Im Zweiten Weltkrieg erlitt Schwepnitz starke Zerstörungen. Die Glasfabriken wurden in der DDR enteignet und 1972 im VEB Sachsenglas Schwepnitz zusammengeführt. Hier wurden ab 1980 bis 1990 die durch ein patentiertes Ionenaustauschverfahren verfestigten „Superfest“-Trinkgläser für die Gastronomie hergestellt. Der Betrieb war Teil des Kombinats Lausitzer Glas. Im Jahr 2000 endete die Glasproduktion in Schwepnitz.

## Politik

### Gemeinderat
- EFWV: 10
- DRK: 1
- Grüngräbchen: 1

Seit der Gemeinderatswahl am 9. Juni 2024 verteilen sich die 12 Sitze des Gemeinderates folgendermaßen auf die einzelnen Gruppierungen:
- Erste Freie Wählervereinigung Schwepnitz (EFWV): 10 Sitze
- Freunde des DRK: 1 Sitz
- Wählervereinigung Grüngräbchen (WV Gr): 1 Sitz

| Liste                                    | 2024   | 2024   | 2019   | 2019   | 2014   | 2014   |
| Liste                                    | Sitze  | in %   | Sitze  | in %   | Sitze  | in %   |
| ---------------------------------------- | ------ | ------ | ------ | ------ | ------ | ------ |
| Erste Freie Wählervereinigung Schwepnitz | 10     | 78,4   | 10     | 70,4   | 9      | 70,8   |
| Freunde des DRK                          | 1      | 10,9   | –      | 6,5    | 1      | 9,3    |
| Wählervereinigung Grüngräbchen           | 1      | 10,7   | 1      | 11,6   | –      | –      |
| AfD                                      | –      | –      | 1      | 11,4   |        | ––     |
| Seniorenclub Grüngräbchen                | –      | –      | –      | –      | 1      | 9,3    |
| SPD                                      | –      | –      | –      | –      | 1      | 8,7    |
| Wahlbeteiligung                          | 75,3 % | 75,3 % | 71,1 % | 71,1 % | 62,0 % | 62,0 % |

### Bürgermeister
Im Juni 2022 wurde Elke Röthig mit 73,5 % der Stimmen im Amt bestätigt.
| Wahl | Bürgermeister                              | Vorschlag                                  | Wahlergebnis (in %)                        |
| ---- | ------------------------------------------ | ------------------------------------------ | ------------------------------------------ |
| 2025 | Wahl am 17. August (und ggf. 7. September) | Wahl am 17. August (und ggf. 7. September) | Wahl am 17. August (und ggf. 7. September) |
| 2022 | Elke Röthig                                | Röthig                                     | 73,5                                       |
| 2015 | Elke Röthig                                | Röthig                                     | 96,2                                       |
| 2008 | Elke Röthig                                | Röthig                                     | 47,2                                       |
| 2001 | Heiko Driesnack                            | CDU                                        | 53,5                                       |

## Kultur und Sehenswürdigkeiten

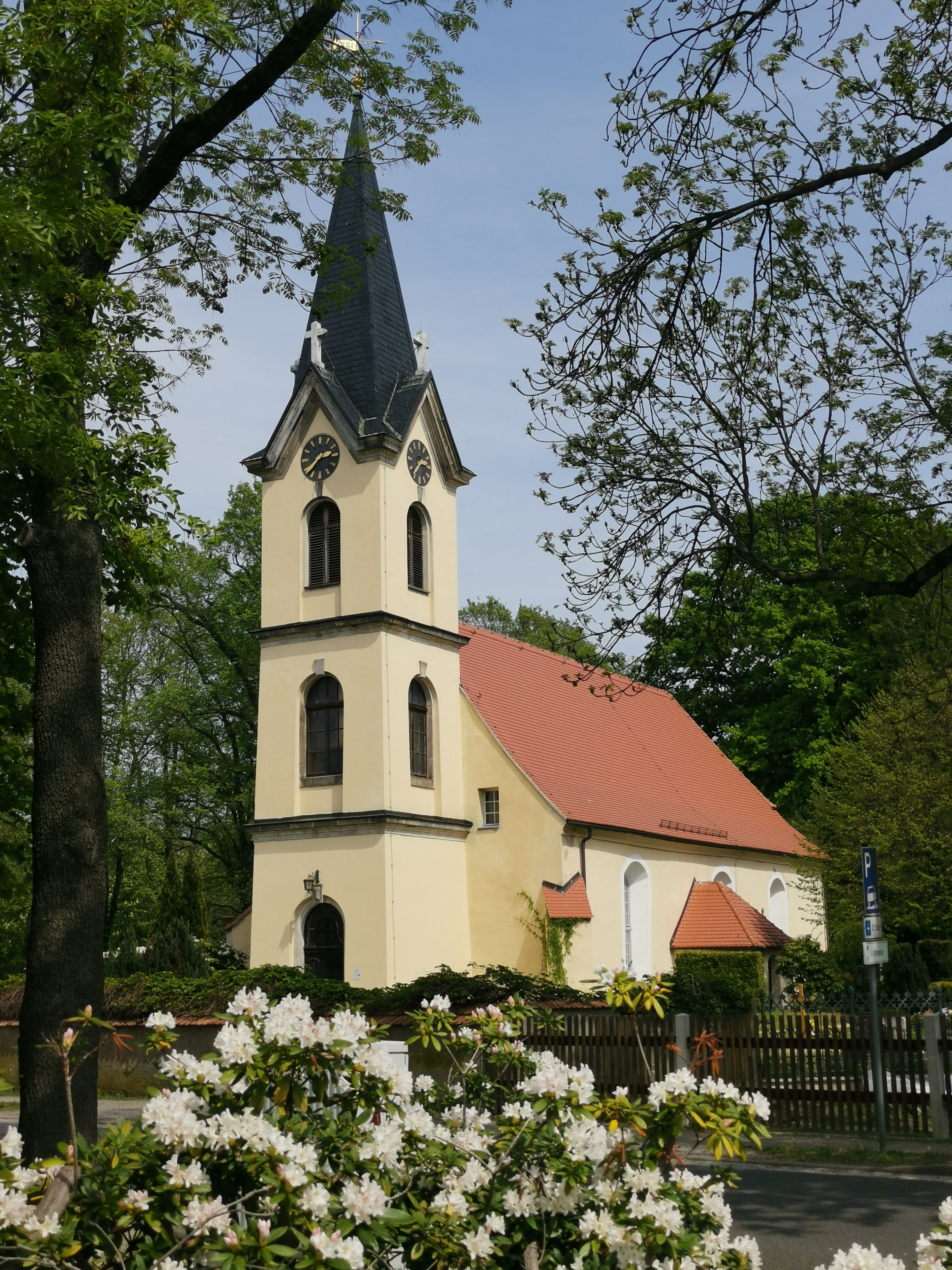
Kirche

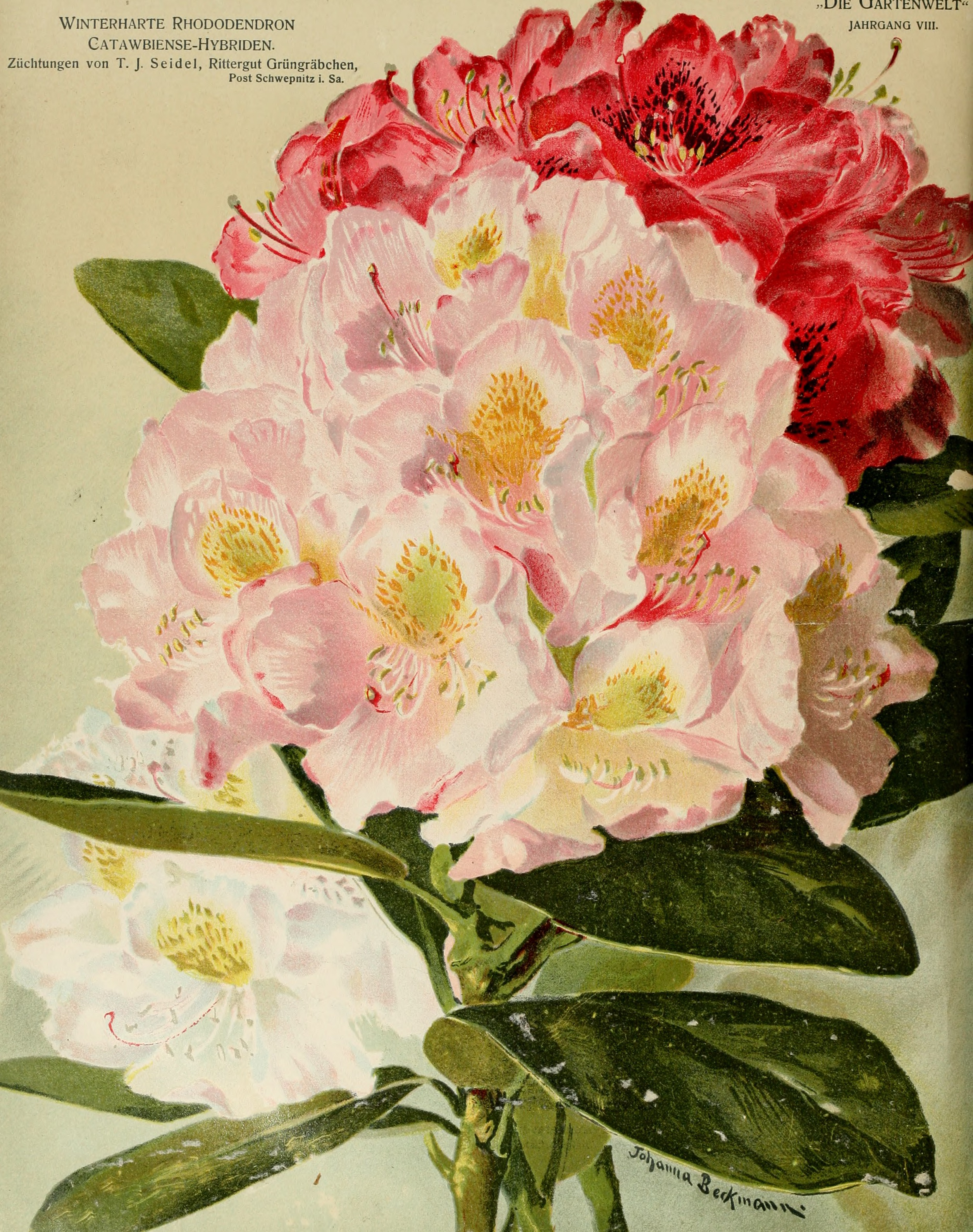
Rhododendren aus Grüngräbchen (1903)

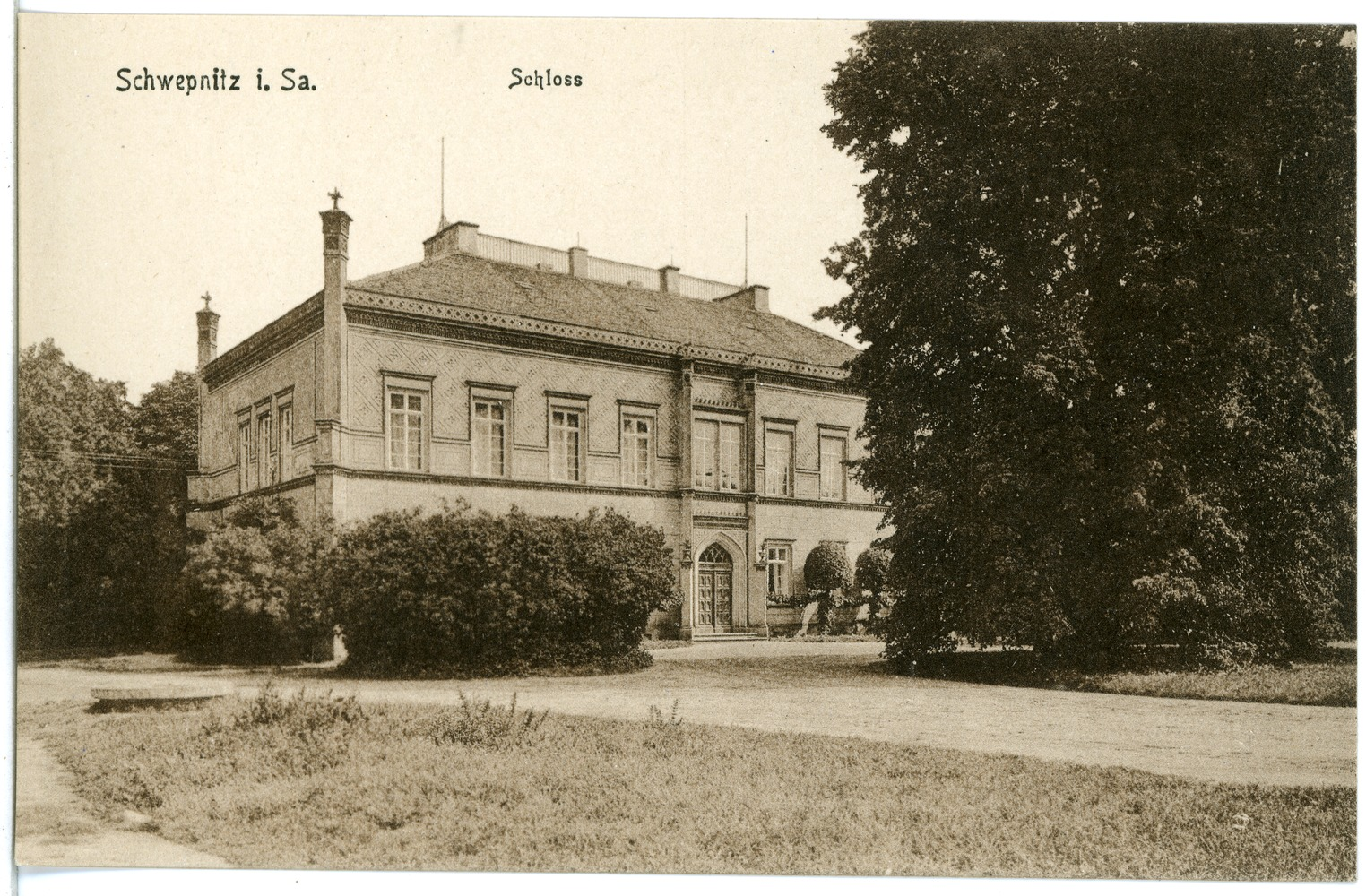
Schloss (1915)

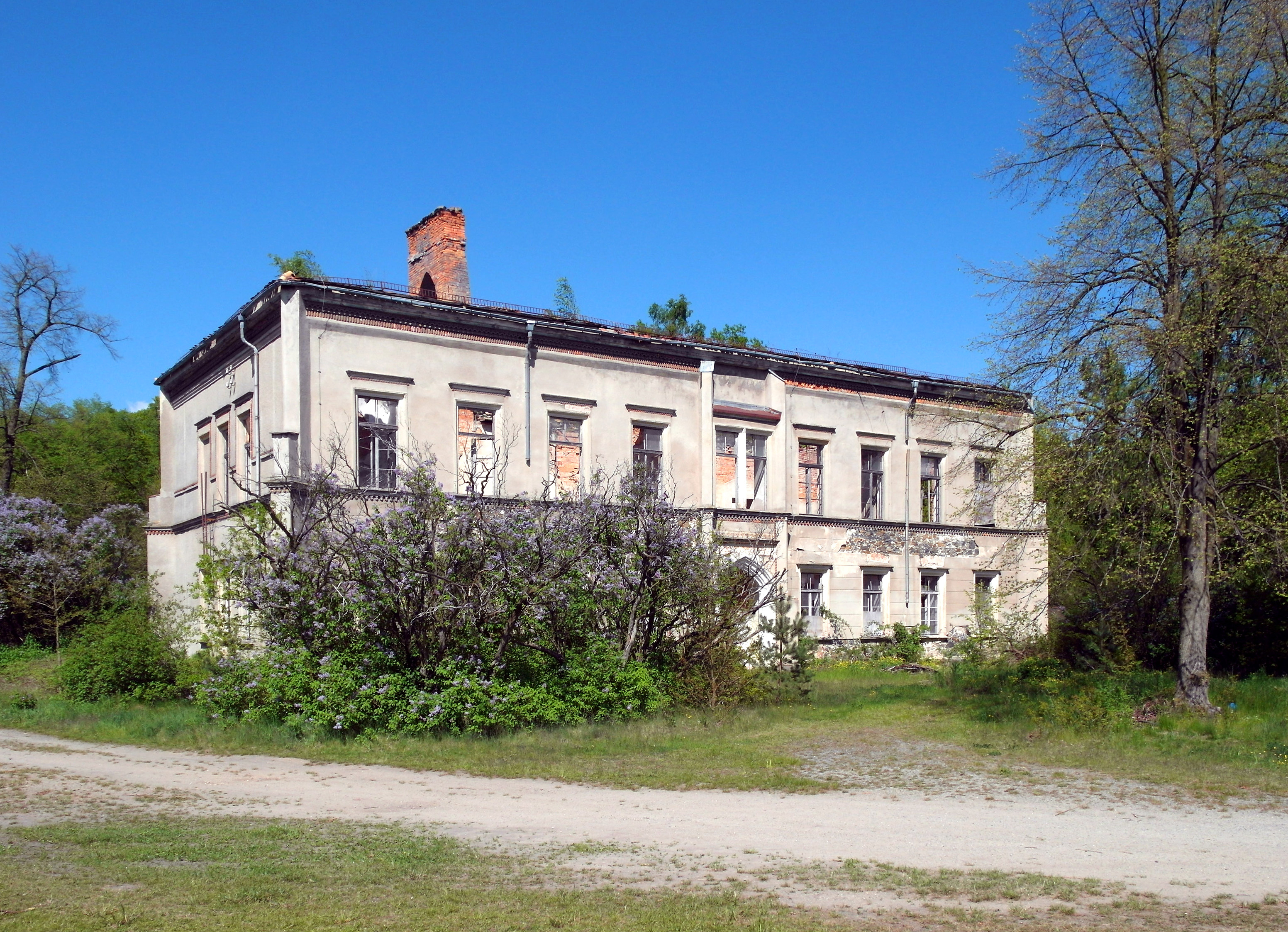
Herrenhaus Schwepnitz (Zustand 2016)

- Im Ortsteil Grüngräbchen gibt es eine öffentlich zugängliche mehrere Hektar große Rhododendron-Gärtnerei, die von den Nachkommen der sächsischen Gärtnerdynastie Seidel betrieben wird. Zur Blütezeit ist sie wegen ihrer Größe (mehrere tausend Rhododendronsträucher verschiedensten Alters) und Vielfalt der Blütenfarben ein Besuchermagnet.
- Schwepnitz hält einen für die Region nordöstlich von Dresden bedeutenden Weihnachtsmarkt ab.

Die Kulturdenkmale sind in der Liste der Kulturdenkmale in Schwepnitz aufgeführt.

### Naturschutz
- Siehe auch: Liste der Naturdenkmale in Schwepnitz

## Bildung
Die Gemeinde Schwepnitz verfügt über eine Grundschule und seit 2007 über eine Freie Mittel- bzw. Oberschule, nachdem die staatliche Mittelschule Schwepnitz geschlossen wurde.
Im Jahr 2017 kam ein berufliches Gymnasium im Profil Gesundheit und Sozialwesen als Erweiterung hinzu.

## Städtepartnerschaften
- Flonheim, Deutschland
- Kożuchów, Polen

## Wirtschaft und Infrastruktur
Im westlichen Bereich der Gemeinde ist ein Industriegebiet mit einer Fläche von 35 ha ausgewiesen, in dem verschiedene Firmen der Bau-Chemieprodukten- und Kartonherstellung einen Produktionsstandort betreiben, darunter die Firma Paul Bauder.
Verkehr
Schwepnitz befindet sich an der Bundesstraße 97 und ca. 20 km von den Autobahnanschlussstellen der A4 (Hermsdorf, Ottendorf-Okrilla) und der A13 (Ruhland, Thiendorf) entfernt. Mit öffentlichen Verkehrsmitteln sind Dresden, Hoyerswerda und Kamenz gut zu erreichen.
Zwischen 1899 und 1998 bestand eine Bahnstrecke als Normalspur, diese wurde 2001 stillgelegt und zwischen 2004 und 2005 zurückgebaut.

## Persönlichkeiten
- Johann Gottlieb von Wolff (1756–1817), kurfürstlich-sächsischer Leutnant und Kammerjunker, Landrat und Gutsbesitzer in Livland. Kaufte 1802 das Rittergut Grüngräbchen, ließ ein Herrenhaus erbauen und lebte ab 1804 dort dauerhaft.
- Gerhard Heinrich Jacobjan Stöckhardt (1772–1830), lutherischer Geistlicher, Philologe
- Eduard Leonhardi (1828–1905), Kunstmaler, ab 1875 als Besitzer der Glashütte Schwepnitz auch Fabrikant
- Emil Weber (1859–1928), Landesgeologe[10], Chemiker[11],  Ziegeleibesitzer, entwickelte Patente für die Glas- und Tonindustrie[12]
- T. J. Rudolf Seidel (1861–1918), Gärtner u. Pflanzenzüchter, Begründer des weltweit angesehenen Gartenbaubetriebs T.J. Rud. Seidel in Grüngräbchen
- Richard Tischer (1870–1940), Schulleiter und Oberlehrer der Elementarschule mit Fortbildungsschule[13] sowie Kantor und Organist der Kirchengemeinde in Schwepnitz, Heimatkundler[14]
- Erich Stange (1888–1972), evangelischer Theologe, Reichswart der Evangelischen Jungmännerbünde und einer der Begründer der Telefonseelsorge in Deutschland
- Annerose Fröhlich (1893–1970), Pädagogin und Historikerin
- Harald Karas (1927–2015), deutscher Journalist, 1952–1991 Nachrichtensprecher sowie Rundfunk- und Fernsehmoderator in West-Berlin
- Dietmar Hommel (* 1936), Kunstmaler,[15][16] Philosoph
- Peter Fiedler (* 1937), Glasgestalter
- Rainer Frenzel (* 1941), Arzt, Heimatforscher
- Jutta Fiedler (* 1943), deutsche Politikerin der Linkspartei
- Thomas Rentsch (1954–2022), deutscher Philosoph